# Gonnelieu
Gonnelieu ist eine französische Gemeinde mit 283 Einwohnern (Stand 1. Januar 2022) im Département Nord in der Region Hauts-de-France. Sie gehört zum Kanton Le Cateau-Cambrésis im Arrondissement Cambrai. Die Bewohner nennen sich Gannelons.

## Geografie
Die GemeindeGonnelieu liegt 14 Kilometer südsüdwestlich von Cambrai und 28 Kilometer nördlich von Saint-Quentin. Sie grenzt im Norden an Villers-Plouich, im Osten an Banteux, im Süden an Villers-Guislain und im Westen an Gouzeaucourt.

## Bevölkerungsentwicklung
| Jahr                       | 1962 | 1968 | 1975 | 1982 | 1990 | 1999 | 2010 | 2013 | 2020 |
| -------------------------- | ---- | ---- | ---- | ---- | ---- | ---- | ---- | ---- | ---- |
| Einwohner                  | 328  | 310  | 273  | 276  | 272  | 266  | 308  | 345  | 295  |
| Quellen: Cassini und INSEE |      |      |      |      |      |      |      |      |      |

## Sehenswürdigkeiten

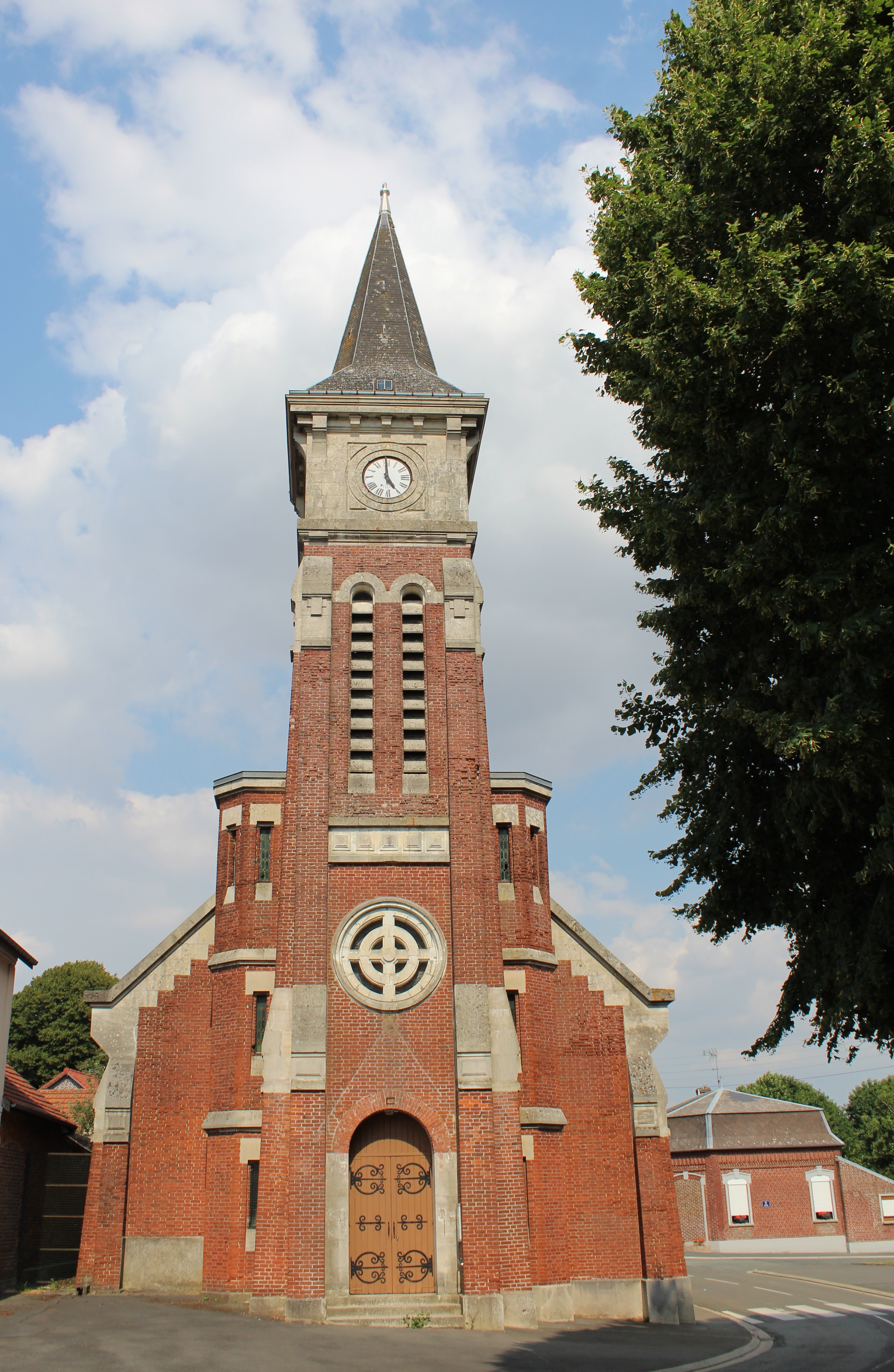
Kirche Saint-Michel
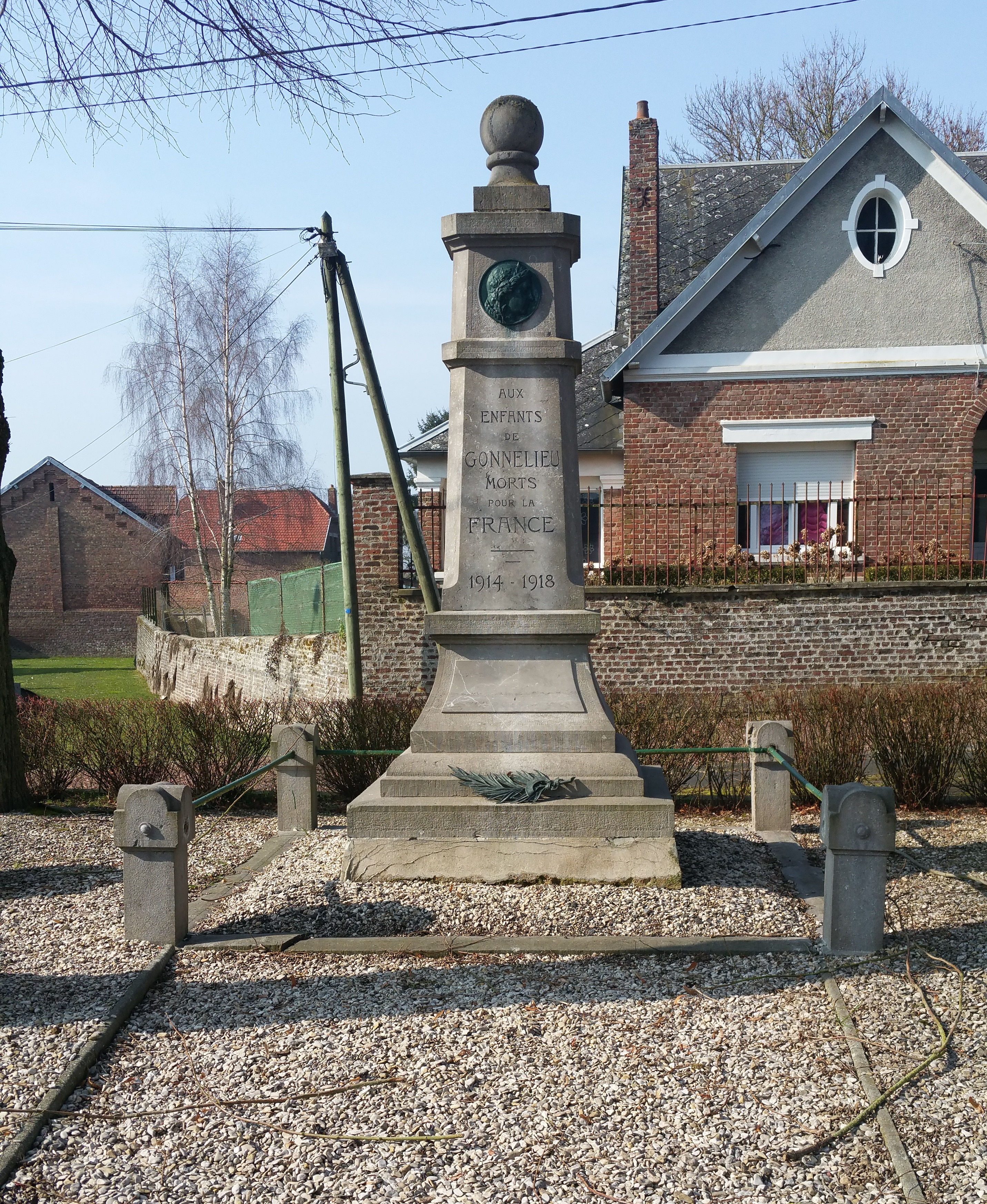
Wasserturm

- Kirche Saint-Michel
- Gefallenendenkmal